# Białokurowicze
Białokurowicze (ukr. Білокоровичі, Biłokorowyczi) – wieś na Ukrainie, w obwodzie żytomierskim, w rejonie korosteńskim, nad Żerewem. Liczy ponad 2100 mieszkańców.
Znajduje się tu przystanek kolejowy Białokurowicze Nowe, położony na linii Kijów – Sarny – Kowel.